# Протасов Андрій Георгійович
Андрій Георгійович Протасов (нар. 28 серпня 1915, Одеса, Херсонська губернія, Російська імперія — пом. 4 березня 1989, Москва, СРСР) — радянський футболіст, нападник, тренер з футболу, хокею із шайбою, хокею з м'ячем та хокею на траві. Чемпіон СРСР 1939 року. Переможець Кубку СРСР 1939 року.
Помер 4 березня 1989 року у Москві. Похований на 2-й ділянці Ваганьківського цвинтаря у Москві.

## Кар'єра гравця
Вихованець команди Одеського морського технікуму. Розпочав кар'єру в 1935 році в команді Одеського заводу важкого кранобудування ім. Січневого повстання» (у просторіччі — «Січневка» або «Січневці»). Наступного року перейшов до ростовської команди «Буревісник». У 1937 грав у складі збірної команди Ростова-на-Дону. Сезон 1938 року розпочав гравцем клубу «Динамо» (Ростов-на-Дону), який виступав у показових змаганнях команд майстрів, як тоді називався вищий дивізіон чемпіонату СРСР з футболу. У тому ж році перейшов до московської команди ЦБЧА, у складі якої завоював срібні медалі чемпіонату СРСР.
Гравцем московського «Спартака» став 1939 року. Перший матч за основний склад «червоно-білих» провів 18 травня. Перший гол у складі «Спартака» відзначився 16 червня. У 1939 році став чемпіоном СРСР, а наступного року завоював бронзові медалі чемпіонату СРСР. Загалом зіграв за «Спартак» 40 матчів, у тому числі 34 у чемпіонаті СРСР та 6 у розіграші Кубку СРСР. Двічі виходив на заміну. Забив 12 м'ячів. У 1939-1940 роках був членом збірної Москви.
Навесні 1942 року був гравцем у московській команди «Будівельник», а восени того ж року грав за московську команду Н-ської частини. 1945 рік розпочав у команді міста Пісочний. Після закінчення Німецько-радянської війни став гравцем московської команди МВО, яка виступала у другій групі першості СРСР. У 1947 році перейшов до клубу першої групи «Крила Рад» з Москви. У липні того ж року перейшов до челябінського «Дзержинця», який грав у другій групі. У 1950 році став гравцем клубу «Металург» зі Сталінська (нині Новокузнецьк). Після закінчення сезону 1950 року завершив кар'єру футболіста.

## Кар'єра тренера
- 1948-1949 — головний тренер клубу «Дзержинець» (Челябінськ).
- Січень - червень 1951 — тренер команди «Спартак» (Вільнюс).
- Липень – грудень 1951 – головний тренер команди «Спартак» (Вільнюс).
- 1952 — тренер команди «Спартак» (Вільнюс).
- 1954-1955 — тренер хокейної команди «Крила Рад» (Раменське, Московська область).
- 1956-квітень 1961 — головний тренер команди з хокею з м'ячем «Урожай» (Перово, Московська область).
- 1956-1958 — тренер команди з хокею на траві «Урожай» (Перово, М. о.).
- 1958 — головний тренер збірної Московської області з хокею з м'ячем на Спартакіаді народів РРФСР.
- 1962-1963 — тренував хокейні команди.
- 1964 — тренер юнацької команди Солнечногорського механічного заводу.
- Січень-червень 1968 — головний тренер клубу класу "Б" «Уралан» (Еліста).
- Липень 1968-1969 — головний тренер команди класу «Б» «Труд» (пізніше — «Шовковик») (Наро-Фомінськ).
- 1970-1971 — головний тренер футбольної команди КФК «Урожай» (радгосп «Останкіно», Дмитровський район, Московська область).

## Статистика виступів
Дані про матчі та забиті м'ячі не завжди повні. Неповні дані позначаються знаком ↑.
| Клуб                      | Сезон                     | Ліга  | Ліга | Кубок | Кубок | Загалом | Загалом |
| Клуб                      | Сезон                     | Матчі | Голи | Матчі | Голи  | Матчі   | Голи    |
| ------------------------- | ------------------------- | ----- | ---- | ----- | ----- | ------- | ------- |
| «Динамо» (Ростов-на-Дону) | 1938                      | 2     | 2    | 0     | 0     | 2       | 2       |
| «Динамо» (Ростов-на-Дону) | Загалом                   | 2     | 2    | 0     | 0     | 2       | 2       |
| ЦБЧА (Москва)             | 1938                      | 16    | 4    | 0     | 0     | 16      | 4       |
| ЦБЧА (Москва)             | Загалом                   | 16    | 4    | 0     | 0     | 16      | 4       |
| «Спартак» (Москва)        | 1939                      | 17    | 5    | 6     | 2     | 23      | 7       |
| «Спартак» (Москва)        | 1940                      | 16    | 5    | 0     | 0     | 16      | 5       |
| «Спартак» (Москва)        | 1941                      | 1     | 0    | 0     | 0     | 1       | 0       |
| «Спартак» (Москва)        | Загалом                   | 34    | 10   | 6     | 2     | 40      | 16      |
| МВО (Москва)              | 1945                      | ?     | ?    | 0     | 0     | ?       | 0       |
| МВО (Москва)              | 1946                      | 17    | ?    | 0     | 0     | 17      | ?       |
| МВО (Москва)              | Итого                     | 17↑   | ?    | ?     | 0     | 17↑     | ?       |
| «Крила Рад» (Москва)      | 1947                      | 4     | 1    | 0     | 0     | 4       | 1       |
| «Крила Рад» (Москва)      | Итого                     | 4     | 1    | 0     | 0     | 4       | 1       |
| «Дзержинець» (Челябінськ) | 1947                      | 10    | 2    | 0     | 0     | 10      | 2       |
| «Дзержинець» (Челябінськ) | 1948                      | 27    | 5    | 0     | 0     | 27      | 5       |
| «Дзержинець» (Челябінськ) | 1949                      | 28    | 6    | 0     | 0     | 28      | 6       |
| «Дзержинець» (Челябінськ) | Итого                     | 65    | 13   | 0     | 0     | 65      | 13      |
| «Металург» (Сталінськ)    | 1950                      | ?     | ?    | 0     | 0     | ?       | ?       |
| «Металург» (Сталінськ)    | Загалом                   | ?     | ?    | 0     | 0     | ?       | ?       |
| Усього у вищому дивізіоні | Усього у вищому дивізіоні | 56    | 17   | 6     | 2     | 62      | 19      |

1. ↑  Кількість матчів та голів за клуб у різних лігах чемпіонату СРСР
2. ↑  Кількість матчів та голів за клуб у розіграші Кубку СРСР

## Досягнення
- Клас «А» чемпіонату СРСР
  -  Чемпіон (1): 1939
  -  Срібний призер (1): 1938
  -  Бронзовий призер (1): 1940

- Кубок СРСР
  -  Володар (1): 1939

- Чемпіонат РРФСР з хокею на траві
  -  Чемпіон (1): 1957 («Урожай» Перово)

- Спартакіада народів РРФСР, хокей з м'ячем
  -  Бронзовий призер (1): 1958 (у складі збірної Московської області)

- «Золотий Колос» (чемпіонат ДСО «Урожай»)
  -  Чемпіон (1): серпень 1970 (у складі «Урожая» Останкино)